# フランコ・ルッソ
フランコ・マティアス・ルッソ（Franco Matías Russo、1994年10月25日 - ）は、アルゼンチン・ブエノスアイレス出身のサッカー選手。PFCルドゴレツ・ラズグラド所属。ポジションはDF。

## クラブ経歴
2014-15シーズン、当時テルセーラ・ディビシオンに所属していたCDJタマリーテでキャリアをスタートさせると、2015年6月23日、RCDエスパニョールのBチームに2年契約で移籍した。
2017年8月5日、セグンダ・ディビシオンBのオンティニエントCFと契約した。
2018年7月9日、RCDマジョルカに移籍し、2年契約を結んだ。9月11日、コパ・デル・レイのレアル・オビエド戦にてプロデビューと移籍後初出場を果たし、29日のCDルーゴ戦で2部リーグデビューを飾った。
2019年7月12日、SDポンフェラディーナに1シーズンの契約でレンタル移籍をした。ポンフェラディーナではCBのポジションでレギュラーに定着し、リーグ戦36試合1ゴールを記録した。レンタルバック後の2021年4月6日、マジョルカとの契約を2024年まで延長した。
2023年1月16日、PFCルドゴレツ・ラズグラドに移籍し、2年半契約を結んだ。